# Konjak Skënderbeu
Konjak Skënderbeu är en konjak (spritdryck) från Albanien som avnjöts för första gången den 1 september 1967 av den då statsägda Kantina Skënderbeu.
Alkoholen förbereds och åldras i fat eller tunnor av ekträ som ger den dess unika doft, smak och färg. Huvudsakliga ingredienser är gammal raki, extrakter från växter och frukter (vindruvor, citron, svarta plommon), etylalkohol, honung från blommor, destillat vatten, karamell etc. Konjak Skënderbeu är populär på marknaden i Östeuropeiska länder som Albanien, Bosnien, Kroatien och Rumänien, men även i länder som Schweiz, USA, Italien och Australien